# 정태진 묘
정태진 묘(丁泰鎭 墓)는 대한민국 경기도 파주시 광탄면 영장리에 있다. 독립운동가이자 한글학자인 정태진의 묘다. 2001년 12월 21일 파주시의 향토문화유산 제15호로 지정되었다.

## 개요
석인 정태진(石人 丁泰鎭)은 1903년 7월 25일 파주시 금능동에서 정규원과 죽산박씨 사이의 맏아들로 태어났다. 1921년 경성고등보통학교를 졸업하고 1925년 연희전문학교를 마쳤으며 1927년 미국 유학길에 올라 우스터대학 철학과에 입학하여 1930년 졸업하고 미국 컬럼비아대학 대학원에서 교육학과 과정을 마쳤다. 1925년 연희전문학교 졸업 후 부임한 함흥의 영생여자고등보통학교 교사 생활은 유학으로 중단되었으나, 미국에서 돌아와 다시 그 학교에 부임 1941년 6월까지 약 11년간을 근무하였다. 바로 이 함흥의 영생여고보가 조선어학회 사건의 배경이 되었다. 1942년 9월 이 학교 학생의 일기장에서 발견된 정태진의 한글 교육이 이 사건의 단초가 된 것이다. 당시 일제는 국어를 일본어라 하여 한글 사용을 금지하였으나 정태진은 학생들에게 겨레의 말인 한글을 사용하도록 하였다. 이 사실이 한 여학생의 일기장에서 밝혀지게 되면서 일제는 정태진이 속해 있던 조선어학회를 말살하려 했던 것이다. 이 사건으로 인해 정태진은 징역 2년을 선고받고 함흥 감옥에서 복역하다가 1945년 7월 1일광복되기 직전에 만기로 출감 서울로 돌아왔다. 1945년 8월 광복 후, 정태진은 《조선말 큰사전》 편찬에 전념하면서 틈틈이 대학에서 국어학 강의를 하였다. 1949년 한글학회 이사로 피선되었고 《조선말 큰사전》이 셋째 권까지 출간될 즈음인 1950년 한국전쟁이 일어났다. 선생은 고향에서 겨우 목숨을 보존하고 1·4후퇴로 부산으로 피난해 곤궁한 생활을 하였다. 서울이 수복되면서 선생은 사전을 마저 내야겠다는 일념으로 1952년 5월 아직도 포성이 들리는 서울로 혼자 올라와 사전 편찬 작업을 계속하였다. 넉 달 반만에 원고를 모두 넘기고 인쇄 작업만을 남긴 채, 그는 11월 2일 50세의 일기로 한 많은 세상을 뜨고 말았다. 1997년 11월 국가보훈처에서 선정한 '이달의 독립운동가'로 선정되었으며, 1998년에는 문화관광부가 선정한 '이달의 문화인물'에 선정되었다.

## 같이 보기
- 정태진